# Franz Xaver Amand Berghofer
Franz Xaver Amand Berghofer (* 2. Dezember 1745 in Grein; † 7. Februar 1825 in Graz) war ein österreichischer Philosoph, Schriftsteller und Pädagoge.

## Leben und schriftstellerische Tätigkeit
Amandus Berghofer wurde in Grein an der Donau als Sohn des Greiner Stadtschreibers Johann Gregor Berghofer und dessen Gattin Maria Rosalia geboren. Er erhielt den von ihm später als einzigen Vornamen geführten Vornamen Amandus von seinem Taufpaten Amand Braitweg, der von Beruf Richter war.
1751 wurde sein Vater nach Passau als Rechtspfleger berufen. Berghofer wurde dort beim Besuch einer Klosterschule streng katholisch erzogen, was später zu seiner antiklerikalen Haltung führte.
Es zeigte sich bereits früh seine künstlerische und philosophische Begabung, und er besuchte einen zweijährigen Kurs an der philosophischen Fakultät als Vorbereitung auf den Lehrberuf. Er schloss die Ausbildung in Logik, Metaphysik, Mathematik, Physik, Naturgeschichte, praktische Philosophie, Politik und Staatsökonomie 1771 ab.
Seinen Lebensunterhalt verdiente er sich zunächst als Hauslehrer und schrieb Gedichte. 1774 erschien der Lyrikband „Empfindungen aus meinem Leben“. Wenig später trat er den Posten als Direktor an der K.u.k. Hauptschule in Steyr an. Daneben verfasste er Literaturkritiken. Da Berghofer sich weder in Steyr noch in der Schule wohlfühlte und obendrein kurz nacheinander seine Frau Katharina († 1778) und seine drei Kinder starben, kündigte er 1787 seinen Dienst und verstärkte seine schriftstellerische Tätigkeit, die er an mehreren Orten in Österreich in der Monarchie und in der Schweiz ausübte.
Auf Einladung seines lebenslangen Freundes Graf Hermann von Callenberg ging Berghofer nach Muskau an der Lausitzer Neisse und erhielt im Schloss Wohnung, Verpflegung, Bedienung, ein Reitpferd und anderes mehr. In dieser Zeit verfasste er seine Hauptwerke „Berghofers Schriften“ und „Berghofers neueste Schriften“, in denen er seine Vorstellungen vom Verhältnis Mensch – Natur darlegte.
Des adeligen Lebens überdrüssig, hoffte Berghofer, ein ruhiges, genügsames, ländlich-arbeitsames Leben im Einklang mit der Natur in der Schweiz zu finden, durchwanderte dort das Land und wurde ein Freund von Johann Caspar Lavater. Er heiratete eine Berner Kantorstochter, der Rat von Bern lehnte aber seine Ansiedelung in Oberösch ab, und er bekam Geld zur Ausreise, da befürchtet wurde, dass er dem Staate mit seiner zukünftigen Familie zur Last fallen könnte.
Durch eine finanzielle Unterstützung aus der Kasse einer Freimaurerloge, vermittelt von Ignaz von Born, Stuhlmeister der Loge Zur wahren Eintracht, konnte sich Berghofer ein kleines Anwesen im Helenental bei Baden kaufen. In den nachfolgenden Jahren entstand die Bezeichnung „österreichischer Rousseau“. Er versuchte dort, sein Ideal von einem ländlich-tätigen Leben zu verwirklichen und stürzte sich in körperliche Arbeit. Neben finanziellen Schwierigkeiten gab es bald auch wieder solche mit der Umgebung, insbesondere auch mit dem dortigen Pfarrer, sodass er nach vier Jahren das Helenental wieder verließ.
Sein neuerlicher Versuch, sich mit Unterstützung seines Jugendfreunds Poschinger in der Schweiz anzusiedeln, wurde von den Zürcher Chorherren vereitelt. Bei der Rückreise nach Österreich entkam er in Passau nur knapp einem Haftbefehl wegen ketzerischer Schriften. Nach seiner Flucht wurde ihm ein Posten als Direktor der Schulen und der aufgehobenen Klosterbibliotheken und Zensor in Prag angeboten, den er wegen seiner existentiell bedrohlichen Lage und dem Verantwortungsbewusstsein für Frau und Kinder annahm. Er kam seinem Arbeitsauftrag nur ungenügend nach und erhielt mehrere scharfe Verweise. Da er eine Geliebte hatte, war bald auch seine Ehe zerrüttet. 1795 erschienen die „Lebensrevisionen vom Mann am Berge mit kritischen Reflexionen“ in Prag.
Später ließ er anonym verbotene Schriften herausgeben, was ihm zwar nicht bewiesen werden konnte, nach einer Hausdurchsuchung wollte er 1809/1810 nach Bayern ausreisen, was ihm aber nicht genehmigt wurde. 1812 wurde er wegen übler Gesinnung unter Polizeiaufsicht gestellt und gleichzeitig die Zahlung des Zensorengehalts eingestellt. Nach seiner Übersiedlung nach Graz schrieb er seine in dritter Person gehaltene Biografie, die er 1818 unter dem Titel „Hofscheu oder ländliches Heimweh“ in Hamburg veröffentlichte.
Berghofer lebte mit seiner Familie in der Steiermark in der Nähe von Graz und geriet 1824 wegen Unverbesserlichkeit seines unruhigen und bedenklichen Charakters ins Gefängnis. 1825 heiratete er seine Prager Geliebte und starb am 7. Februar 1825 in Graz als Märtyrer des französischen Polizeiregimes.
Seine Werke wurden mit dem Scheitern der Aufklärung in Österreich rasch vergessen. 1944 wurde „Hofscheu oder ländliches Heimweh“ mit manipulativen Absichten als „Ländliches Heimweh“ vom Hitlerregime mit entsprechenden Überarbeitungen neu ediert und mit Textstücken aus anderen Berghoferwerken ausgebaut.

## Werke
- Amand Berghofer: Empfindungen aus meinem Leben (1774)
- Amand Berghofer: Berghofers Schriften (1783, 1784, 1787), 2 Bände, erschienen im Selbstverlag
- Amand Berghofer: Lebensrevisionen vom Mann am Berge mit kritischen Reflexionen, Prag, 1795 (Digitalisat)
- Amand Berghofer: Der Mann vom warmen Herzen, Prag 1796
- Amand Berghofer: Verbotene Schriften, Straubing 1805, 1809
- Amand Berghofer: Hofscheu und ländliches Heimweh, eine Biographie (1818), Selbstbiographie (1819)
- Amand Berghofer: Essay über die Faustfigur